# Ernie Terrell
Ernest "Ernie" Terrell, född 4 april 1939 i Belzoni i Mississippi, USA, död 16 december 2014 i Evergreen Park i Illinois, var en amerikansk tungviktsboxare, världsmästare i tungvikt 1965-1967 för organisationen WBA.

## Boxningskarriär
Terrell besegrade i mars 1965 Eddie Machen och blev då ny världsmästare i tungvikt för WBA efter att organisationen fråntagit Muhammad Ali titeln då denne skrivit kontrakt om ett returmöte med Sonny Liston istället för att möta den högst rankade på utmanarlistan. I sitt första titelförsvar besegrade Terrell George Chuvalo på poäng efter ett enhälligt domarbeslut. Samma utgång blev det i titelförsvar nummer två då Terrell besegrade Doug Jones 28 juni 1966.
Terrell förlorade sedan WBA-titeln 6 februari 1967 till Muhammad Ali i ett möte som korade en obestridd mästare då Ali fortfarande höll WBC-titeln. Innan matchen envisades Terrell med att kalla Ali vid hans gamla namn, Cassius Clay. En uppretad Ali straffade därför Terrell under hela matchen och från rond 8 började han håna sin motståndare och samtidigt som han slog in sina slag upprepade han frågan "Vad är mitt namn?! Vad är mitt namn?!". Ali vann till sist matchen stort på poäng efter 15 ronder.
När Ali åter fråntogs mästerskapet i april 1967 efter sin vägran att göra militärtjänst och strida för USA i Vietnamkriget, var Terrell en av åtta boxare som deltog i en miniturnering som skulle kora en ny WBA-mästare. Dock förlorade han redan i första omgången mot Thad Spencer efter ett enhälligt domarbeslut 5 augusti 1967.
Ernie Terrell valdes in i World Boxing Hall of Fame år 2004. 
Dispyten med Ali kring Terrells vägran att benämna honom vid hans nytagna namn löstes till sist och de båda blev vänskapliga med varandra. Under senare år benämnde Terrell sin gamle antagonist som "Ali".

## Utanför ringen
Ernie Terrell gjorde 1987 ett försök att bli utsedd till rådman i en av Chicagos församlingar. Han slutade tvåa i primärvalet men förlorade sedan i en omröstning. Terrell dog den 16 december 2014 på ett sjukhus i Evergreen Park, Illinois, drabbad av demens.

### Webbsidor
- Terrell på boxrec.com